# Potamyia phaidra
Potamyia phaidra är en nattsländeart som beskrevs av Malicky och Chantaramongkol in Malicky 1997. Potamyia phaidra ingår i släktet Potamyia och familjen ryssjenattsländor. Inga underarter finns listade i Catalogue of Life.